# TJ Mikulčice
Tělovýchovná jednota Mikulčice je sportovní klub z Mikulčic na Hodonínsku, který byl založen v roce 1928. Klubovými barvami jsou zelená a bílá. Kromě fotbalu má oddíly atletiky a stolního tenisu, v letech 1941–1962 se zde hrál také lední hokej. Fotbalový oddíl nastupuje od sezony 2019/20 v Okresní soutěži Hodonínska (9. nejvyšší soutěž).
Největším úspěchem klubu je účast v 6 ročnících nejvyšší středomoravské soutěže (1994–2000).
Svoje domácí zápasy hraje ve sportovním areálu v severovýchodní části obce, jehož maximální kapacita je 800 míst.

## Historické názvy
Zdroj: 
- 1928 – SK Mikulčice (Sportovní klub Mikulčice)
- 1948 – JTO Sokol Mikulčice (Jednotná tělovýchovná organisace Sokol Mikulčice)
- 1953 – DSO Sokol Mikulčice (Dobrovolná sportovní organisace Sokol Mikulčice)
- 1957 – TJ Sokol Mikulčice (Tělovýchovná jednota Sokol Mikulčice)
- 1983 – TJ Baník Mikulčice (Tělovýchovná jednota Baník Mikulčice)[7]
- 2017 – TJ Mikulčice, z.s. (Tělovýchovná jednota Mikulčice, zapsaný spolek)[7][9][10]

## Stručná historie klubu
Sportovní klub v Mikulčicích byl založen roku 1928. Prvními soky v soutěžních kláních byla ve 30. letech mužstva SK Dolní Bojanovice, SK Mutěnice, DSK Lužice, SK Hovorany, SK Strážnice, SK Moravská Nová Ves, SK Kostice, SK Týnec, SK Rakvice, SK Rohatec, VSK Velké Pavlovice, SK Blučina, SK Hustopeče, SK Židlochovice, SK Tvrdonice, SK Krumvíř, SK Klobouky u Brna a Orel Veselí nad Moravou.
V roce 1975 klub navázal družbu s oddílem TJ Sokol Sezimovo Ústí. Ve druhé polovině 70. a 80. let byl účastníkem okresního přeboru. Od konce 80. let až do sezony 2004/05 byl pravidelným účastníkem krajských soutěží.
Nejznámějším odchovancem klubu je Luděk Urbánek (* 2. listopadu 1973), který hrál II. ligu za Baník Ratíškovice (1999–2002) a v sezoně 1999/00 se s Ratíškovicemi probojoval do finále Poháru Českomoravského fotbalového svazu. Od pátku 10. srpna 2007 byl opět hráčem Mikulčic.
K vítězství v okresním přeboru v sezoně 2009/10 přidaly Mikulčice také vítězství v Poháru Okresního fotbalového svazu Hodonín, když ve finálovém zápase v Kyjově porazily SK Agro Vnorovy 2:1 (poločas 0:1). Mikulčice startovaly v Poháru Jihomoravského krajského fotbalového svazu v sezoně 2010/11, z něhož byly vyřazeny Ratíškovicemi.
Od úterý 20. listopadu 2018 je předsedou klubu Miroslav Bartyzal.

## Zázemí klubu
Fotbalový klub má k dispozici jedno hřiště s umělým povrchem (rozměry 105×66 metrů) a jedno travnaté (rozměry 103×63 metrů). Travnatá plocha se začala budovat v roce 1979 a dokončena byla v létě 1984. Zastřešená tribuna se začala stavět roku 1996.

## Umístění v jednotlivých sezonách
Legenda: Z – zápasy, V – výhry, R – remízy, P – porážky, VG – vstřelené góly, OG – obdržené góly, +/− – rozdíl skóre, B – body, červené podbarvení – sestup, zelené podbarvení – postup, fialové podbarvení – reorganizace, změna skupiny či soutěže
| Československo (1945 – 1993) |                                         |        |    |    |    |    |    |    |     |    |        |
| Sezóny                       | Liga                                    | Úroveň | Z  | V  | R  | P  | VG | OG | +/− | B  | Pozice |
| 1945/46                      | III. třída BZMŽF – okrsek VII „A“       | 6      | 16 | 6  | 1  | 9  | 33 | 40 | −7  | 13 | 6.     |
| ...                          |                                         |        |    |    |    |    |    |    |     |    |        |
| 1988/89                      | I. B třída Jihomoravského kraje – sk. C | 7      | 26 | 8  | 12 | 6  | 38 | 34 | +4  | 28 | 5.     |
| ...                          |                                         |        |    |    |    |    |    |    |     |    |        |
| 1990/91                      | I. B třída Jihomoravského kraje – sk. B | 7      | 26 | 11 | 6  | 9  | 34 | 36 | −2  | 28 | 5.     |
| 1991/92                      | I. A třída Středomoravské župy – sk. B  | 6      | 26 | 8  | 7  | 11 | 31 | 33 | −2  | 23 | 8.     |
| 1992/93                      | I. A třída Středomoravské župy – sk. B  | 6      | 26 | 14 | 6  | 6  | 58 | 32 | +26 | 34 | 3.     |
| Česko (1993 – )              |                                         |        |    |    |    |    |    |    |     |    |        |
| Sezóny                       | Liga                                    | Úroveň | Z  | V  | R  | P  | VG | OG | +/− | B  | Pozice |
| 1993/94                      | I. A třída Středomoravské župy – sk. B  | 6      | 26 | 15 | 8  | 3  | 56 | 28 | +28 | 38 | 1.     |
| 1994/95                      | Středomoravský župní přebor             | 5      | 30 | 8  | 5  | 17 | 28 | 50 | −22 | 29 | 14.    |
| 1995/96                      | Středomoravský župní přebor             | 5      | 30 | 15 | 4  | 11 | 52 | 51 | +1  | 49 | 5.     |
| 1996/97                      | Středomoravský župní přebor             | 5      | 30 | 11 | 8  | 11 | 43 | 45 | −2  | 41 | 8.     |
| 1997/98                      | Středomoravský župní přebor             | 5      | 30 | 11 | 4  | 15 | 44 | 61 | −17 | 37 | 11.    |
| 1998/99                      | Středomoravský župní přebor             | 5      | 28 | 9  | 4  | 15 | 25 | 41 | −16 | 31 | 13.    |
| 1999/00                      | Středomoravský župní přebor             | 5      | 30 | 4  | 1  | 25 | 19 | 76 | −57 | 13 | 16.    |
| 2000/01                      | I. A třída Středomoravské župy – sk. B  | 6      | 26 | 8  | 6  | 12 | 39 | 54 | −15 | 30 | 12.    |
| 2001/02                      | I. A třída Středomoravské župy – sk. B  | 6      | 26 | 9  | 4  | 13 | 44 | 66 | −22 | 31 | 11.    |
| 2002/03                      | I. A třída Jihomoravského kraje – sk. B | 6      | 26 | 8  | 1  | 17 | 35 | 72 | −37 | 25 | 13.    |
| 2003/04                      | I. B třída Jihomoravského kraje – sk. B | 7      | 26 | 9  | 6  | 11 | 33 | 49 | −16 | 33 | 9.     |
| 2004/05                      | I. B třída Jihomoravského kraje – sk. C | 7      | 26 | 4  | 3  | 19 | 21 | 65 | −44 | 15 | 14.    |
| 2005/06                      | Okresní přebor Hodonínska               | 8      | 26 | 16 | 4  | 6  | 53 | 40 | +13 | 52 | 2.     |
| 2006/07                      | Okresní přebor Hodonínska               | 8      | 26 | 10 | 10 | 6  | 48 | 37 | +11 | 40 | 4.     |
| 2007/08                      | Okresní přebor Hodonínska               | 8      | 26 | 9  | 7  | 10 | 46 | 45 | +1  | 34 | 10.    |
| 2008/09                      | Okresní přebor Hodonínska               | 8      | 26 | 11 | 5  | 10 | 37 | 31 | +6  | 38 | 5.     |
| 2009/10                      | Okresní přebor Hodonínska               | 8      | 26 | 18 | 3  | 5  | 62 | 26 | +36 | 57 | 1.     |
| 2010/11                      | I. B třída Jihomoravského kraje – sk. C | 7      | 26 | 5  | 9  | 12 | 31 | 44 | −13 | 24 | 12.    |
| 2011/12                      | Okresní přebor Hodonínska               | 8      | 26 | 17 | 4  | 5  | 61 | 29 | +32 | 55 | 2.     |
| 2012/13                      | Okresní přebor Hodonínska               | 8      | 26 | 17 | 4  | 5  | 60 | 28 | +32 | 55 | 1.     |
| 2013/14                      | I. B třída Jihomoravského kraje – sk. C | 7      | 26 | 5  | 2  | 19 | 31 | 72 | −41 | 17 | 14.    |
| 2014/15                      | Okresní přebor Hodonínska               | 8      | 26 | 9  | 3  | 14 | 40 | 51 | −11 | 30 | 11.    |
| 2015/16                      | Okresní přebor Hodonínska               | 8      | 26 | 13 | 5  | 8  | 67 | 59 | +8  | 44 | 5.     |
| 2016/17                      | Okresní přebor Hodonínska               | 8      | 26 | 12 | 5  | 9  | 71 | 69 | +2  | 41 | 6.     |
| 2017/18                      | Okresní přebor Hodonínska               | 8      | 26 | 7  | 5  | 14 | 51 | 53 | −2  | 26 | 11.    |
| 2018/19                      | Okresní přebor Hodonínska               | 8      | 26 | 7  | 6  | 13 | 35 | 62 | −27 | 27 | 13.    |
| 2019/20                      | Okresní soutěž Hodonínska – sk. A       | 9      | 10 | 8  | 2  | 0  | 34 | 15 | +19 | 26 | 1.     |
| 2020/21                      | Okresní přebor Hodonínska               | 8      | 10 | 1  | 1  | 8  | 8  | 41 | −33 | 4  | 14.    |
| 2021/22                      | Okresní soutěž Hodonínska – sk. A       | 9      | 20 | 5  | 4  | 11 | 35 | 79 | −44 | 19 | 10.    |
| 2022/23                      | Okresní soutěž Hodonínska – sk. A       | 9      | 20 | 3  | 2  | 15 | 24 | 70 | −46 | 11 | 11.    |
| 2023/24                      | Okresní soutěž Hodonínska – sk. A       | 9      | 20 | 4  | 3  | 13 | 26 | 66 | −40 | 15 | 10.    |
| 2024/25                      | Okresní soutěž Hodonínska – sk. A       | 9      | 20 | 15 | 2  | 3  | 57 | 17 | +40 | 47 | 2.     |

Poznámky:
- 1993/94: Do konce sezony 1993/94 byly za vítězství udělovány 2 body.
- 1994/95: Od sezony 1994/95 včetně jsou za vítězství udělovány 3 body.

## TJ Mikulčice „B“
TJ Mikulčice „B“ byl rezervním týmem Mikulčic, který se pohyboval v okresních soutěžích.

### Umístění v jednotlivých sezonách
Legenda: Z – zápasy, V – výhry, R – remízy, P – porážky, VG – vstřelené góly, OG – obdržené góly, +/− – rozdíl skóre, B – body, červené podbarvení – sestup, zelené podbarvení – postup, fialové podbarvení – reorganizace, změna skupiny či soutěže
| Česko (2010 – 2018) |                                   |        |    |    |   |    |    |    |     |    |        |
| Sezóny              | Liga                              | Úroveň | Z  | V  | R | P  | VG | OG | +/– | B  | Pozice |
| 2010/11             | Základní třída Hodonínska         | 10     | 26 | 16 | 4 | 6  | 67 | 37 | +30 | 52 | 3.     |
| 2011/12             | Základní třída Hodonínska         | 10     | 28 | 17 | 5 | 6  | 81 | 44 | +37 | 56 | 3.     |
| 2012/13             | Základní třída Hodonínska         | 10     | 28 | 23 | 1 | 4  | 81 | 29 | +52 | 70 | 1.     |
| 2013/14             | Okresní soutěž Hodonínska – sk. A | 9      | 26 | 10 | 6 | 10 | 45 | 42 | +3  | 36 | 9.     |
| 2014/15             | Okresní soutěž Hodonínska – sk. A | 9      | 24 | 9  | 2 | 13 | 49 | 50 | −1  | 29 | 9.     |
| 2015/16             | Okresní soutěž Hodonínska – sk. A | 9      | 26 | 14 | 2 | 10 | 55 | 52 | +3  | 44 | 4.     |
| 2016/17             | Okresní soutěž Hodonínska – sk. A | 9      | 22 | 12 | 4 | 6  | 54 | 51 | +3  | 40 | 3.     |
| 2017/18             | Okresní soutěž Hodonínska – sk. A | 9      | 26 | 15 | 4 | 3  | 56 | 20 | +36 | 49 | 2.     |